# Walter Legge
Walter Legge (ur. 1 czerwca 1906 w Londynie, zm. 22 marca 1979 w Saint-Jean-Cap-Ferrat) – brytyjski producent muzyczny (muzyka poważna) i impresario, współpracował z EMI od 1927 do 1964 roku. Pozostawił po sobie wspaniałą spuściznę w postaci licznych nagrań, na które miał ogromny wpływ, i które do dzisiaj zajmują poczytne miejsce w historii fonografii. 
Współpracował z takimi artystami jak m.in.: Victoria de los Angeles, Thomas Beecham, Maria Callas, Guido Cantelli, Boris Christow, Alfred Deller, Edwin Fischer, Dietrich Fischer-Dieskau, Kirsten Flagstad, Wilhelm Furtwängler, Nicolai Gedda, Elena Gerhardt, Tito Gobbi, Hans Hotter, Herbert Janssen, Herbert von Karajan, Aleksander Kipnis, Otto Klemperer, Dinu Lipatti, Christa Ludwig, Anna Moffo, Gerald Moore, Birgit Nilsson, Victor de Sabata, Artur Schnabel, Irmgard Seefried, Léopold Simoneau, Giuseppe di Stefano, Rita Streich, Joan Sutherland, Giuseppe Taddei, Eberhard Waechter, Ljuba Welitsch a także z Elisabeth Schwarzkopf (jego żoną od 1953 roku).
Na potrzeby nagrań założył Philharmonia Orchestra.